# 阿拉菲亞 (佛羅里達州)
阿拉菲亞（英語：Alafia）是位於美國佛羅里達州希爾斯波羅縣的一個非建制地區。該地的面積和人口皆未知。

## 地理
阿拉菲亞的座標為27°53′11″N 82°07′38″W / 27.88639°N 82.12722°W，而該地的平均海拔高度為2米（即7英尺）。